# Int-Ball

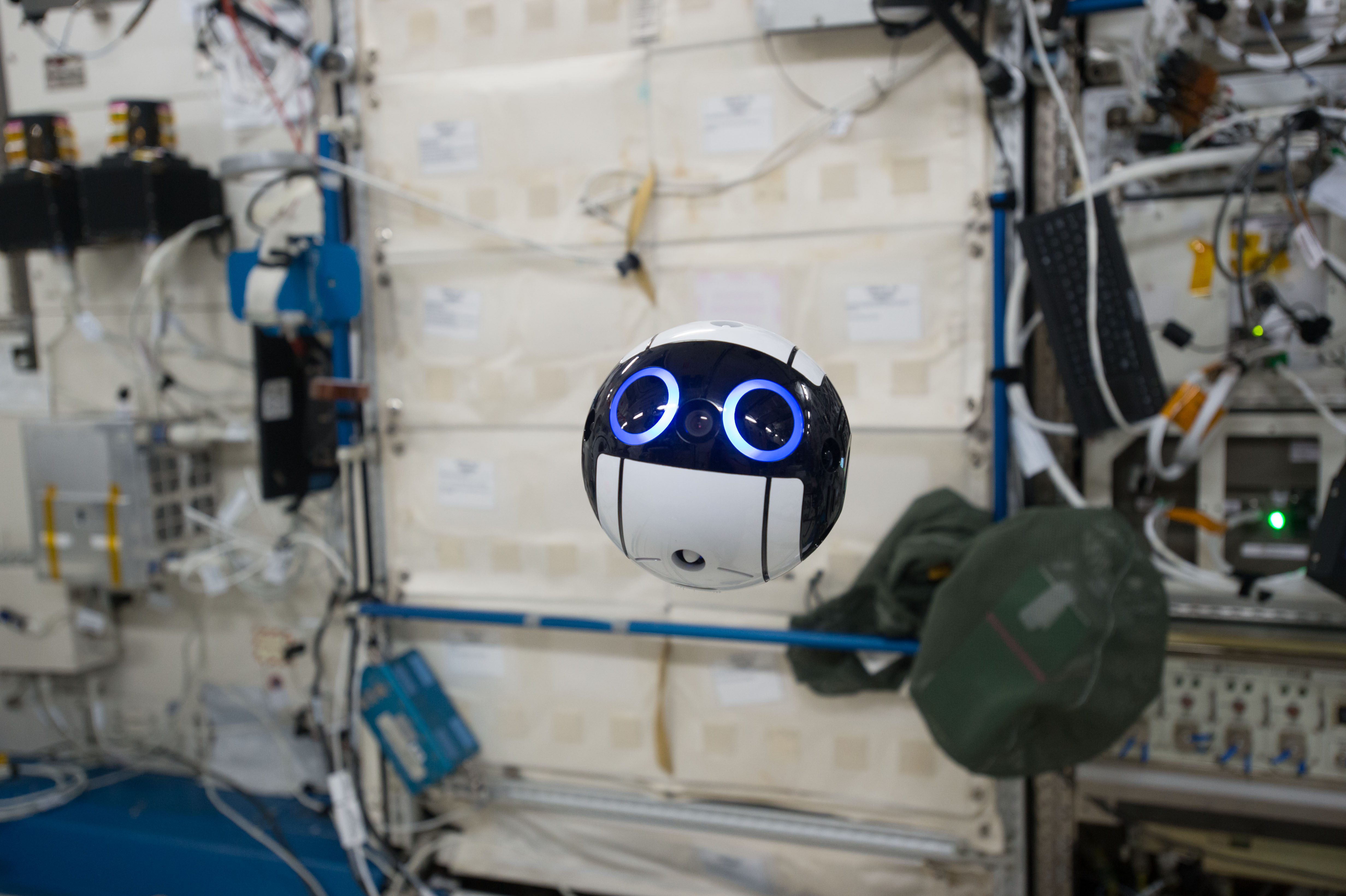
Int-Ball beim Einsatz auf der ISS (2017)

Die JEM Internal Ball Camera (JEM=Japanese Experiment Module), kurz Int-Ball, ist eine mit Kameras ausgestattete Drohne der japanischen Raumfahrtbehörde JAXA, die im Kibō-Modul der Internationalen Raumstation eingesetzt wird. Sie wurde im Rahmen der SpaceX CRS-11 Mission an Bord eines Dragon-Raumschiffs zur ISS gebracht. Der Start erfolgte am 3. Juni 2017 um 21:07 Uhr UTC mit einer Falcon-9-Rakete.

## Technische Daten
Int-Ball ist kugelförmig mit einem Durchmesser von 15 cm und wiegt 1 kg. Zur Fortbewegung sind 12 Propeller eingebaut, dabei kommen Bauteile aus konventionellen Drohnen zum Einsatz. Die Gehäuse- und Strukturelemente wurden mittels 3D-Druck hergestellt. Die Lageregelung erfolgt mit drei Reaktionsrädern und mehreren Lagesensoren (Beschleunigungs- und Drehratensensoren) in MEMS-Technik. Die Reaktionsräder werden mit bürstenlosen Gleichstrommotoren angetrieben. Die Kamera ist zwischen zwei blau leuchtenden „Augen“ angebracht, damit die Astronauten leicht die Blickrichtung der Drohne erkennen können. Int-Ball kann sich autonom fortbewegen oder vom Bodenpersonal ferngesteuert werden. Dazu sind seitlich Navigationskameras eingebaut, die spezielle dreidimensionale Zielmarkierungen erfassen. Mit diesen Informationen kann Int-Ball seine Lage und Ausrichtung im Modul bestimmen. Aufgenommene Bilder und Videos können dort in Echtzeit verarbeitet und an die Besatzung weitergeleitet werden.

## Einsatzzweck
Mit Int-Ball soll es möglich werden, von jedem Ort und jedem Blickwinkel aus Bilder anzufertigen. Damit sollen auch die Astronauten entlastet werden, die derzeit etwa 10 % ihrer Arbeitszeit zum Fotografieren aufwenden. Da mit der Drohne die Arbeitsschritte der Besatzung aus deren Blickwinkel beobachtet werden können, soll sich in Kooperation mit Bodenpersonal der Ertrag der durchgeführten Experimente erhöhen. Int-Ball befindet sich noch in der Testphase.
Der Nachfolger des Prototyps soll sich vollautonom auf der Station bewegen und eigenständig den Handlungsfokus der Astronauten dokumentieren können. So könnte der Dokumentationsaufwand der Crew langfristig auf null gesenkt werden. In Phase drei des Projekts soll das Aufgabenspektrum deutlich erweitert werden. Die Drohne könnte neben Inventuren zum Beispiel für die Besatzung potentiell gefährliche Gutachten erstellen, etwa im Unfall- und Schadensfall.

## Int-Ball2

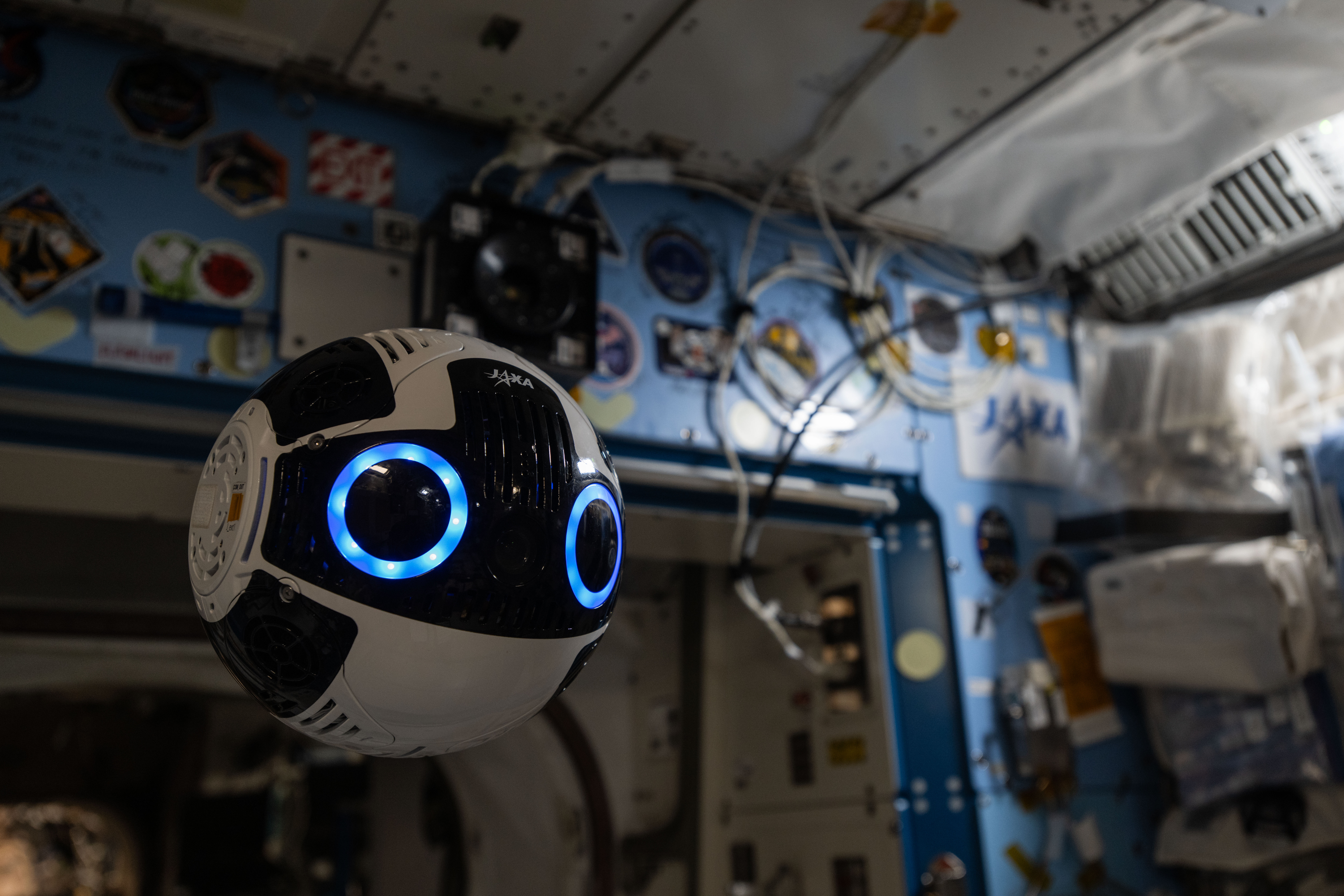
Int-Ball2 im Kibō-Modul (2025)

Der Nachfolger Internal Ball Camera 2 kam mit der Dragon CRS-28 Versorgungsmission, die am 6. Juni 2023 an der ISS ankoppelte, an. Der erste Flug fand am 17. Oktober statt. Gegenüber seinem Vorgänger hat er einen 5 cm größeren Durchmesser und ist mit 3,3 kg Masse mehr als dreimal so schwer. Außerdem ist er mit einem leistungsstärkeren Antriebssystem ausgerüstet und hat die Fähigkeit, automatisch zum Aufladen zu seiner Dockingstation zu fliegen.